# Ludovico Di Caporiacco
Ludovico Di Caporiacco (Udine, 22 gennaio 1900 – Parma, 18 luglio 1951) è stato un entomologo e aracnologo italiano.
Di origini friulane, ha sempre avuto una passione per gli insetti e per i ragni.
È stato professore ordinario di Zoologia dell'Università di Parma.
Nella missione geotopografica nel Sahara del 1933, oltre a varie specie di ragni, scoprì le famose pitture rupestri di Ain Dòua, insieme al conte László Almásy.
Nel 1938 è stato tra le personalità italiane che pubblicamente si schierarono a favore dei provvedimenti razzisti del regime fascista sottoscrivendo il famoso Manifesto, nel 1945 ricoprì per un breve periodo la carica di commissario prefettizio di Udine.

## Taxa descritti
Ha descritto e denominato, in ordine alfabetico, molti generi nell'ambito dell'Ordine Araneae, fra i quali:
- Afrobeata CAPORIACCO, 1941 (Salticidae)
- Ballognatha CAPORIACCO, 1935 (Salticidae)
- Dolichoneon CAPORIACCO, 1935 (Salticidae)
- Eustacesia CAPORIACCO, 1954 (Araneidae)
- Haplopsecas CAPORIACCO, 1955 (Salticidae)
- Larinioides CAPORIACCO, 1934 (Araneidae)
- Nemosinga CAPORIACCO, 1947 (Araneidae)
- Pachyonomastus CAPORIACCO, 1947 (Salticidae)
- Pararaneus CAPORIACCO, 1940 (Araneidae)
- Platypsecas CAPORIACCO, 1955 (Salticidae)
- Pseudattulus CAPORIACCO, 1947 (Salticidae)
- Pseudocorythalia CAPORIACCO, 1938 (Salticidae)
- Pseudopartona CAPORIACCO, 1954 (Salticidae)
- Pseudoplexippus CAPORIACCO, 1947 (Salticidae)
- Romitia CAPORIACCO, 1947 (Salticidae)
- Vatovia CAPORIACCO, 1940 (Salticidae), solo per ciò che riguarda i generi Araneidae e Salticidae,

e alcune centinaia di specie, fra le quali:
- Aelurillus subaffinis CAPORIACCO, 1947 (Salticidae)
- Alpaida tullgreni CAPORIACCO, 1955 (Araneidae)
- Araneus adiantiformis CAPORIACCO, 1941 (Araneidae)
- Araneus altitudinum CAPORIACCO, 1934 (Araneidae)
- Araneus chiaramontei CAPORIACCO, 1940 (Araneidae)
- Araneus cyclops CAPORIACCO, 1940 (Araneidae)

## Taxa denominati in suo onore
In suo onore sono state denominati svariati generi e specie di animali, fra cui:
- Gluviopsis caporiaccoi VACHON, 1950 (Daesiidae), (Solifugae)

- Mustela kathiah caporiaccoi DE BEAUX, 1935 (Mustelidae), (Mammalia)

- Neobisium caporiaccoi HEURTAULT & ROSSI, 1966 (Neobisiidae), (Pseudoscorpiones)
- Syedra caporiaccoi KOLOSVARY, 1938 (Linyphiidae), (Araneae)
- Tetragnatha caporiaccoi PLATNICK, 1993 (Tetragnathidae), (Araneae)
- Zelotes caporiaccoi DENIS, 1953 (Gnaphosidae), (Araneae)

## Opere e pubblicazioni
Di seguito alcune opere e pubblicazioni::
- Caporiacco, L. di, 1922 - Saggio sulla fauna aracnologica della Carnia e regioni limitrofe. Mem. Soc. ent. ital. vol.1, pp. 60–111.
- Caporiacco, L. di, 1926 - Aracnidi della provincia di Forli. Mem. Soc. ent. ital. vol.4, pp. 229–258
- Caporiacco, L. di, 1932a - Aracnidi. In Escursione zoologica all'Oasi di Marrakesch nell'aprile 1930. Boll. zool. Napoli vol.3, pp. 233–238
- Caporiacco, L. di, 1936a - Aracnidi raccolti durante la primavera 1933 nelle oasi del deserto libico. Mem. Soc. ent. ital. vol15, pp. 93–122
- Caporiacco, L. di, 1939a - Arachnida. In Missione biologica nel paese dei Borana. Raccolte zoologiche. Reale Accademia d'Italia, Roma, vol.3, pp. 303–385
- Caporiacco, L. di, 1947d - Arachnida Africae Orientalis, a dominibus Kittenberger, Kovács et Bornemisza lecta in Museo Nationali Hungarico servata. Annls hist.-nat. Mus. natn. hung. vol.40, pp. 97–257
- Aracnidi della Venezia Giulia, Vol.17 (1948-49), 11, pp. 137–151[2]
- Un manipolo di araneidi dalla Cirenaica, Vol.17 (1948-49), 6, pp. 113–119[2]
- Un nuovo opilione e qualche altro aracnide delle Alpi Orobie, Vol.17 (1948-49), 7, pp. 120–121[2]
- Una piccola raccolta aracnologica dei monti di Calabria, Vol.17 (1948-49), 10, pp. 132–136[2]
- Tre aracnidi nuovi delle Madonie, Vol.17 (1948-49), 9, pp. 126–131[2]
- Caporiacco, L. di, 1949g - L'aracnofauna della Romagna in base alle raccolte Zangheri. Redia vol.34, pp. 237–288
- Caporiacco, L. di, 1950b - Una raccolta di aracnidi umbri. Annali Mus. civ. Stor. nat. Giacomo Doria vol.64, pp. 62–84
- Caporiacco, L. di, 1951a - Aracnidi pugliesi raccolti dai Signori Conci, Giordani-Soika, Gridelli, Ruffo e dall'autore. Memorie Biogeogr. adriat. vol.2, pp. 63–94
- Caporiacco, L. di, 1955 - Estudios sobre los aracnidos de Venezuela. 2ª parte: Araneae. Acta biol. venez. vol.1, pp. 265–448